# Eric Philips

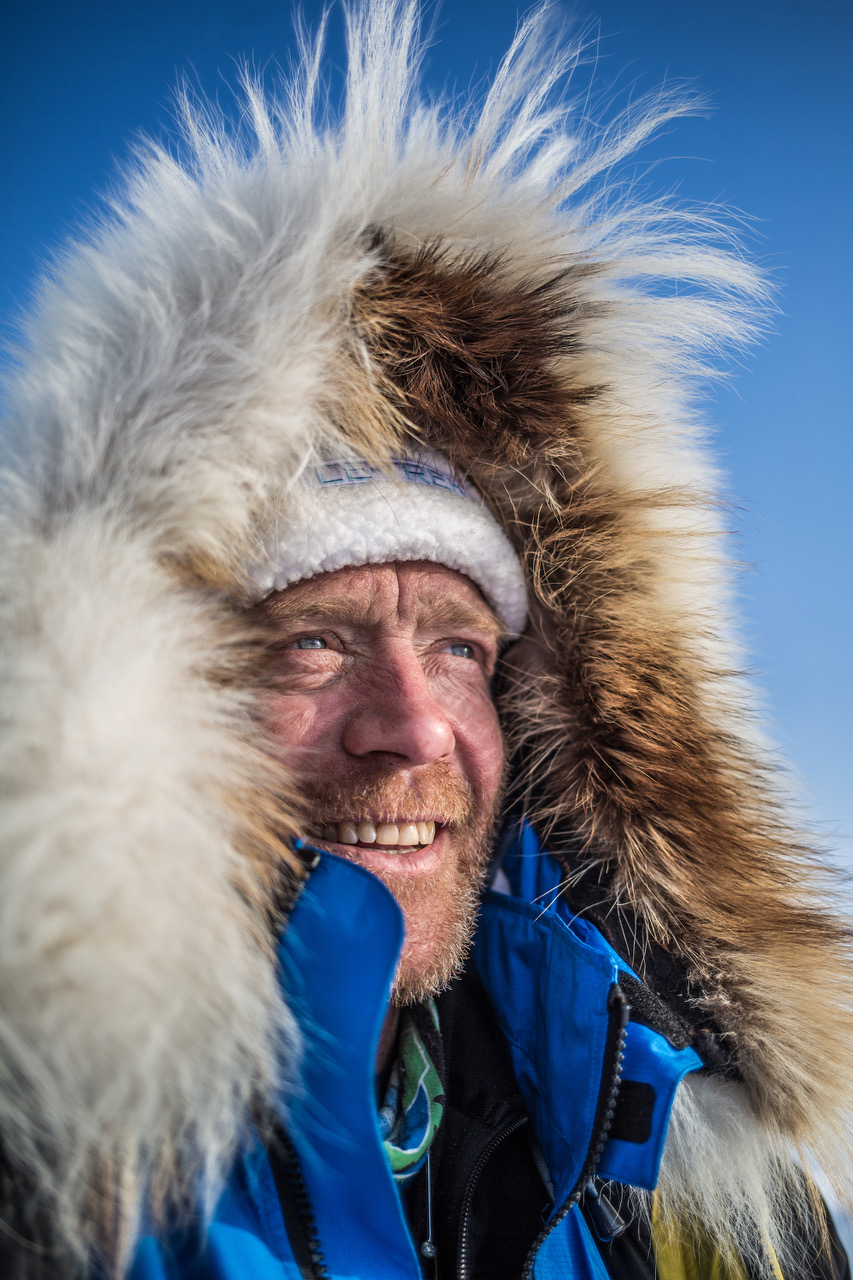
Eric Philips

Eric Philips OAM (* 30. April 1962 in Melbourne) ist ein australischer Polarabenteurer und -führer sowie Raumfahrer.

## Leben
Eric Philips studierte an der University of South Australia, wo er 1985 einen Bachelor-Abschluss in Pädagogik und Outdoor Education erwarb. Er war zunächst Leiter der Outdoor Education am Timbertop Campus der Geelong Grammar School. Als Polarabenteurer und -führer unternahm er zahlreiche Skiexpeditionen zum Nord- und Südpol. Zusammen mit Jon Muir war Philips der erste Australier, der sowohl den Nord- als auch den Südpol auf Skiern erreichte.
1995 gelang ihm die erste Durchquerung Grönlands mit Skiern, Lenkdrachen und einem Kajak von Ammassalik Ø nach Kangerlussuaq. Aus diesem Abenteuer entstand der Film Chasing the Midnight Sun, der mit dem Emmy Award ausgezeichnet wurde.
Philips überquerte das Südliche Patagonisches Eisfeld, zudem im Jahr 2008 die Insel Spitzbergen von Ny-Ålesund nach Longyearbyen, die Gletscher Islands sowie die Gletscher von Ellesmere Island (1992). In den Jahren 1996/97 arbeitete er als Field Education Officer auf der australischen Mawson-Station in der Antarktis für die Australian Antarctic Division (AAD). Er ist Mitbegründer der International Polar Guides Association (IPGA) und Miterfinder des international verwendeten Polar Expeditions Classification Scheme (PECS).
Vom 1. bis 4. April 2025 nahm Philips an dem privaten Raumflug Fram2 teil. Er hatte dort die Funktion des Missionsspezialisten und Bordmediziners. Der Flug wurde von dem Unternehmer Chun Wang finanziert und von dem Raumfahrtdienstleister SpaceX mit einer Crew Dragon durchgeführt.

## Ehrungen und Auszeichnungen
- Medal of the Order of Australia (2004)
- Australian Geographic Lifetime of Adventure Award (2015)[4]

## Schriften
- Icetrek. The Bitter Journey to the South Pole, Harper Collins New Zealand 2000, ISBN 978-1869503604